# Zeppelin- & Garnisonsmuseum Tønder
Zeppelin- & Garnisonsmuseum Tønder
(eller bare Zeppelin Museum)
indviedes 8. maj 1999
som et museum ledet af den frivillige forening Zeppelin Gruppen i bygninger i Tønders nordlige udkant, som tidligere husede et af Forsvarets garageanlæg ved dets daværende øvelsesområde Soldaterskoven.
Beliggenheden valgtes fordi den tyske Kaiserliche Marine under 1. verdenskrig i området byggede luftskibsbasen i Tønder.

## Samlingerne
Tønder Museum åbnede 1991 en udstilling i samarbejde med Zeppelin Gruppen, som siden flyttedes til det ny Zeppelin Museum.

Museets udstilling er udvidet til bl.a. også at omfatte udtjent militært isenkram fra den i 2002 lukkede garnision Tønder Kaserne.

## Rester af luftskibsbasen
I Soldaterskoven ca. 1 km vest for museet findes bl.a. fundament-rester af basens 3 luftskibshaller og den endnu eksisterende tidligere flyhangar.

Det tidligere gasværk ligger lige bag museet med adresse til Ribelandevej.